# Епидендрови
Епидендровите (Epidendroideae) са най-голямото подсемейство сред семейство Орхидеи. Към него са причислени над 15 000 вида, събрани в около 576 рода. Представителите най-често са епифити, разпространени основно в тропическите области, понякога притежаващи псевдобулба. Епидендровите обаче включва и наземни представители, както и мико-хетеротрофи. Въпросните орхидеи, наричащи се мико-хетеротрофи са напълно зависими от някои гъби. Тъй като това подсемейство е много голямо, то е било трудно за класифициране. На този етап е разделено на нисши и висши Епидендроидни.

## Класификация
Подсемейството включва следните трибове:
| Нисши Епидендроидни: - Sobralliinae - Neottieae - Palmorchideae - Tropidieae - Diceratostelae - Triphoreae - Nervilieae - Gastrodieae | Висши Епидендроидни: - Maxillarieae - Cymbidieae - Vandeae - Calypsoeae - Dendrobieae - Malaxideae - Podochileae - Arethuseae - Coelogyneae |